# 桜前線

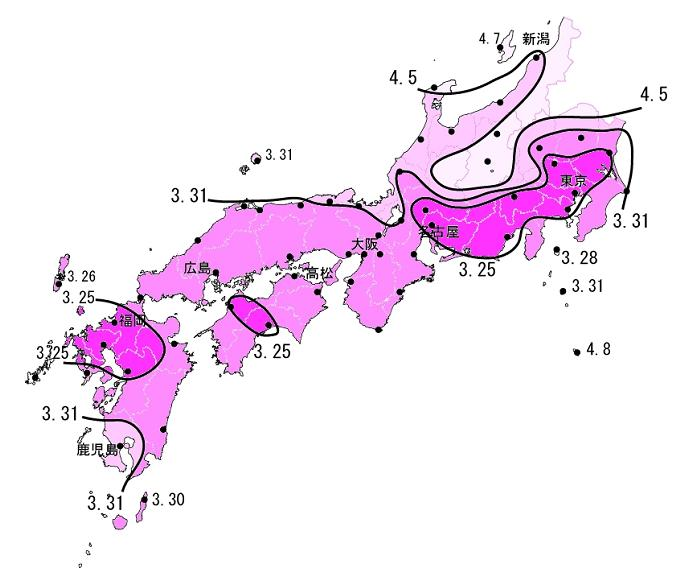
さくらの開花予想の等期日線図（桜前線）。2007年（平成19年）3月14日、気象庁発表。

桜前線（さくらぜんせん）は、日本各地の桜（主に『ソメイヨシノ』）の開花予想日を結んだ線のことである。「桜前線」という言葉はマスメディアによる造語で、1967年（昭和42年）頃から用いられている。
おおむね南から北へ、高度の低い所から高い所へと前線は進むが、九州より北に位置する四国や関東の方が先に咲く場合があるなど、開花予想日が必ずしも連続した線とはならない年もある。

## 気象庁による開花予想
気象庁が発表していた「さくらの開花予想」の中にて示されていた。「桜前線」はマスコミによる造語であり、気象庁の公式用語ではない。気象庁の資料では、さくらの開花予想の等期日線図といっていた。

### 前史
明治末期から大正初年にかけて、日本各地で冷害などによる農産物への被害が多発し、その解決策として、長期予報とともに、気象の状況から植物の生育を予測して農法や栽培品種の選定に役立てる技術の研究開発が行われるようになった。
中央気象台の農業気象掛では、1926年（大正15年）から東京付近の桜の開花の調査を始め、1928年（昭和3年）には、最初の開花予想式による開花予想が試行された。その後も予測手法の改良が進められたが、あくまでも農業気象研究のひとつであり、記者の取材に答えて予想を示すことはあっても、気象台として積極的に発表することはなかった。

### 発表方法
気象庁による「さくらの開花予想」の発表は、1951年（昭和26年）に関東地方を対象に始められた。その後、1965年（昭和30年）より沖縄・奄美地方を除く全国を対象に行われるようになった。2010年からは予想は取りやめて、観測のみを行っている。
気象庁は、毎年3月の第1水曜日に第1回の「さくらの開花予想」を発表していた。その後、毎水曜日に適宜修正しながら4月下旬の第8回まで予想日の発表を行い九州、四国、中国、東海、関東、は第1-3回、関西、北陸、甲信越、東北、関西は第3-5回、北海道は第6-8回で発表を行っていた。
花が5-6輪開いた場合、気象庁は「開花」と発表する。また、定義に満たなくても数輪咲いた場合は「開花間近」と発表していた（2009年（平成21年）より）。
気象庁によると開花から満開（80%以上が咲いた状態）までの日数は沖縄・奄美で約2週間、九州・四国・中国・東海・関東甲信では約1週間、近畿・北陸・東北では約5日、北海道では約3日と北上するほど短くなる傾向にあると説明している。
またさくらの開花を平均値（1961年（昭和36年） - 1990年（平成2年）の30年間の累年平均値）と比べて2日以内のズレであれば「平年並」、3日以上のズレがある場合「早い」・「遅い」、7日以上のズレがある場合「かなり早い」・「かなり遅い」と発表する。1989年（平成元年）頃から地球温暖化のため「早い」の表現が、毎年繰り返されていた。

### 観測方法
気象庁による桜の開花日・満開日の観測地点は2014年以降は全国58ヶ所。相次ぐ測候所の閉鎖で90年代後半から2010年代前半にかけて次々と減少した。主にソメイヨシノを観測対象としている（北海道地方の北部及び東部はエゾヤマザクラ、過去には根室でチシマザクラを観測していた。沖縄・奄美地方は、カンヒザクラ）。
桜の花芽は前年の夏に形成され始めて休眠状態に入り、秋・冬の一定期間の低温を経て春の気温上昇とともに生長して開花する。さくらの開花予想は、この桜の花芽の生長が気温に依存する性質を利用して行われる。以前は、各地の標本木の蕾をとりそのつど重さを量る方法で各気象台独自で行われていた。1996年（平成8年）からは過去の開花日や平均気温、その年の気温の状況や予想などのデータを元に前年秋からの平均気温の積算値を考慮した方法で東京にあるコンピュータを用いて全国のデータを計算していた。

### 2007年（平成19年）のトピックス
2007年（平成19年）の第1回発表では計算に用いるプログラムに一部不具合があったため、東京・静岡など4地点について誤った予想日を発表してしまった。このため、3月14日の第2回発表で気象庁は訂正して陳謝した。
2007年（平成19年）3月14日に気象庁が発表した開花予想によれば、鹿児島より東京の方が先に咲くとされ、実際に靖国神社にある東京都心の標本木が3月20日に全国で最初に開花した。なおこの日、東京の開花が宣言される数時間前に発表された第3回の開花予想では東京は3月22日になっており数日前から数輪の花が咲いているにもかかわらず現実を反映していない発表となった。これは現在の開花予想手法がサクラの蕾のふくらみ具合など実物の開花の様子が考慮されないことに起因する。

### 開花予想発表の終了
気象庁は、民間事業者による開花予想が行われるようになったため「気象の応用情報の業務は民間事業者に任せる」との理由で2010年（平成22年）より開花予想の発表をとりやめた。
これにより、現在開花予想発表は民間の5業者（ウェザーニューズ、ウェザーマップ、日本気象協会、ライフビジネスウェザー、日本気象株式会社）が提供を行っている。

## 暖冬の影響
かつては九州から北東方向にほぼ順に桜前線が北上していたが、最近は桜前線が複雑な曲線を描いて進んでいくこともある。特に九州南部の開花が九州北部や本州より遅れる逆転現象が特徴的である。その原因が「休眠打破」という現象で、暖冬傾向で桜が開花する条件である冬の間の一定の低温期間が不十分で休眠できずに開花が遅れると考えられている。
かつて桜の観測が行われていた種子島測候所（鹿児島県）では桜の満開が大幅に遅れることがしばしばあり、満開日は1975年、1978年が4月15日、2001年は4月23日、2007年は4月25日、開花日最晩を記録した1979年は4月27日である。また種子島では1990年代以降満開にならない年も増えてきていた。
また近年では鹿児島や静岡でも暖冬の影響がより顕著に表れるようになっている。2011年から2015年は冬が比較的寒く、九州の方が東京より桜の開花は早かったが、2016年以降暖冬が続き、暖冬後冷え込んだ2017年は開花日が4月5日で最晩を記録し、さらに2020年には満開日が4月19日まで遅れ最晩を記録した。なお2020年は、東京が3月22日、長野でも4月13日に満開を迎えていて、東京から約1か月後、秋田よりも遅く満開を迎えたことになる。2019年12月から2020年2月にかけて、鹿児島では最低気温5℃未満となった日は22日しかなく（東京は54日）、桜にとって暖かい冬であったといえる。静岡では2015年まで東京より早い年が多かったが、2016年以降毎年東京より遅い開花となっている。
1971年から2000年までの桜の開花日の平均は、釧路で5月18日、札幌で5月5日、青森で4月26日、仙台で4月12日、新潟で4月11日、金沢で4月6日、東京と名古屋で3月28日、大阪で3月30日、広島で3月29日、高知で3月23日、福岡と鹿児島で3月26日、那覇で1月19日である。
下の表は寒冬、並冬年における各地の桜の開花日と暖冬年における各地の桜の開花日の比較である。厳原（長崎県）と福江（長崎県）はそれぞれ対馬、五島列島の離島であるため九州本土よりやや開花が遅い。暖冬年において必ず北が南より早いわけではないが、おおむねそのような傾向がみられる。なお、延岡（宮崎県）は2000年3月、種子島は2007年10月、厳原と福江は2009年10月にそれぞれ測候所が廃止され現在は観測が行われていない。
| 都市   | 1953年   | 1957年   | 1961年   | 1967年   | 1970年   | 1975年   | 1977年   | 1978年   | 1984年   | 1985年   | 1986年   | 2001年   | 2012年   | 2013年   |
| ------ | -------- | -------- | -------- | -------- | -------- | -------- | -------- | -------- | -------- | -------- | -------- | -------- | -------- | -------- |
| 釧路   | -        | -        | -        | -        | -        | 05月22日 | 05月24日 | 05月25日 | 05月30日 | 05月18日 | 05月16日 | 05月18日 | 05月17日 | 05月23日 |
| 札幌   | 05月07日 | 05月09日 | 05月04日 | 05月01日 | 05月03日 | 05月04日 | 05月11日 | 05月10日 | 05月12日 | 05月03日 | 05月05日 | 04月29日 | 05月01日 | 05月13日 |
| 青森   | -        | 05月01日 | 04月24日 | 04月24日 | 05月04日 | 04月26日 | 05月02日 | 05月01日 | 05月11日 | 04月29日 | 05月01日 | 04月23日 | 04月29日 | 04月29日 |
| 仙台   | 04月11日 | 04月16日 | 04月11日 | 04月11日 | 04月21日 | 04月14日 | 04月14日 | 04月21日 | 04月28日 | 04月10日 | 04月16日 | 04月10日 | 04月18日 | 04月09日 |
| 新潟   | 04月13日 | 04月18日 | 04月12日 | 04月11日 | 04月20日 | 04月13日 | 04月14日 | 04月17日 | 04月26日 | 04月17日 | 04月17日 | 04月08日 | 04月16日 | 04月07日 |
| 金沢   | 04月02日 | 04月08日 | 04月06日 | 04月05日 | 04月16日 | 04月08日 | 04月06日 | 04月11日 | 04月17日 | 04月07日 | 04月10日 | 04月02日 | 04月10日 | 03月30日 |
| 東京   | 03月26日 | 04月02日 | 04月01日 | 03月30日 | 04月07日 | 03月29日 | 03月22日 | 03月31日 | 04月11日 | 04月03日 | 04月03日 | 03月23日 | 03月31日 | 03月16日 |
| 名古屋 | 04月03日 | 04月08日 | 03月31日 | 03月29日 | 04月07日 | 03月31日 | 03月26日 | 04月05日 | 04月11日 | 03月28日 | 04月01日 | 03月26日 | 03月30日 | 03月19日 |
| 大阪   | 04月02日 | 04月07日 | 04月02日 | 03月30日 | 04月08日 | 04月02日 | 03月27日 | 04月04日 | 04月10日 | 03月29日 | 04月02日 | 03月25日 | 04月02日 | 03月21日 |
| 広島   | 04月02日 | 04月05日 | 03月31日 | 03月29日 | 04月06日 | 04月02日 | 03月26日 | 04月03日 | 04月08日 | 03月30日 | 04月02日 | 03月23日 | 04月02日 | 03月22日 |
| 高知   | -        | 04月02日 | 03月25日 | 03月20日 | 03月27日 | 03月24日 | 03月20日 | 03月29日 | 03月30日 | 03月24日 | 03月25日 | 03月21日 | 03月21日 | 03月15日 |
| 福岡   | 03月28日 | 04月01日 | 03月28日 | 03月28日 | 04月03日 | 04月01日 | 03月23日 | 04月01日 | 04月05日 | 04月01日 | 03月29日 | 03月22日 | 03月27日 | 03月13日 |
| 鹿児島 | 03月29日 | 04月01日 | 03月28日 | 03月27日 | 03月31日 | 03月31日 | 03月18日 | 04月01日 | 03月26日 | 03月26日 | 03月22日 | 03月30日 | 03月24日 | 03月15日 |
| 那覇   | -        | -        | -        | -        | -        | 01月18日 | 01月07日 | 01月17日 | 01月23日 | 01月23日 | 01月09日 | 01月17日 | 01月22日 | 12月28日 |

| 都市   | 1989年   | 1991年   | 1998年   | 2007年   | 2009年   | 2019年   | 2020年   | 2024年   |
| ------ | -------- | -------- | -------- | -------- | -------- | -------- | -------- | -------- |
| 釧路   | 05月18日 | 05月11日 | 05月14日 | 05月16日 | 05月10日 | 05月09日 | 05月10日 | 05月03日 |
| 札幌   | 04月29日 | 05月02日 | 04月23日 | 05月04日 | 05月01日 | 04月24日 | 04月30日 | 04月18日 |
| 青森   | 04月15日 | 04月24日 | 04月16日 | 04月25日 | 04月18日 | 04月18日 | 04月17日 | 04月15日 |
| 仙台   | 04月03日 | 04月11日 | 04月08日 | 04月06日 | 04月07日 | 04月05日 | 03月28日 | 04月02日 |
| 新潟   | 04月01日 | 04月11日 | 04月06日 | 04月06日 | 04月07日 | 04月05日 | 04月01日 | 04月06日 |
| 金沢   | 03月26日 | 04月07日 | 03月31日 | 03月29日 | 04月03日 | 04月01日 | 03月26日 | 04月01日 |
| 東京   | 03月20日 | 03月30日 | 03月27日 | 03月20日 | 03月21日 | 03月21日 | 03月14日 | 03月29日 |
| 名古屋 | 03月17日 | 03月28日 | 03月22日 | 03月23日 | 03月19日 | 03月22日 | 03月22日 | 03月28日 |
| 大阪   | 03月25日 | 03月29日 | 03月25日 | 03月27日 | 03月24日 | 03月27日 | 03月23日 | 03月30日 |
| 広島   | 03月25日 | 03月31日 | 03月20日 | 03月22日 | 03月22日 | 03月22日 | 03月24日 | 03月25日 |
| 高知   | 03月15日 | 03月24日 | 03月17日 | 03月23日 | 03月16日 | 03月22日 | 03月24日 | 03月23日 |
| 福岡   | 03月17日 | 03月29日 | 03月19日 | 03月21日 | 03月13日 | 03月22日 | 03月21日 | 03月28日 |
| 鹿児島 | 03月25日 | 03月24日 | 03月28日 | 03月30日 | 03月19日 | 03月25日 | 04月01日 | 03月29日 |
| 那覇   | 01月09日 | 01月24日 | 01月16日 | 01月23日 | 01月02日 | 01月10日 | 01月06日 | 01月13日 |

沖縄・奄美地方では、すでに桜の開花、満開ともに那覇と宮古島以外では平年値が遅くなってきている。石垣島のカンヒザクラはかつて1月中に満開を迎えることも多かったが、満開になるのに時間がかかるようになり、1997年以降、1月中に満開となったのは2015年だけである。また、2019年には宮古島で、2020年には石垣島で、宮古島、南大東島で、2025年には那覇で満開を観測できず、2021年には南大東島のカンヒザクラは開花すらしなかった。

## ウェザーニューズによる開花予想
ウェザーニューズでは、2003年（平成15年）より独自の調査による開花予想を発表している。12月に桜の開花傾向を発表した後、1月に第1回の開花予想を発表する。
発表する地点は多くの花見の名所（2010年（平成22年）は660箇所）であるが報道発表では各都道府県内の代表的な花見名所を発表するため、気象庁の予想と場所がずれることがある（気象庁の標本木は各地の気象台内にあることが多かった）。
ウェザーニューズの開花予想は、従来の手法に加え花見の名所での取材や「さくらプロジェクト」に参加するサポーターの情報などを取り入れている。
なお、2010年（平成22年）から開花日の定義を「対象の木に1輪以上開花した日」に変更すると発表した。

## 開花日と満開日
- 種目はソメイヨシノ。
- 日本一早い桜として、那覇のカンヒザクラが挙げられ、日本一遅い桜として、釧路のエゾヤマザクラが挙げられる[6]。

|        | 1961年 - 1990年 平年値 | 1961年 - 1990年 平年値 | 1961年 - 1990年 平年値 | 1991年 - 2020年 平年値 | 1991年 - 2020年 平年値 | 1991年 - 2020年 平年値 | 最早値   | 最早値   | 最晩値   | 最晩値   |                |
| 都市   | 開花日                 | 満開日                 | 日数                   | 開花日                 | 満開日                 | 日数                   | 開花日   | 満開日   | 開花日   | 満開日   | 標本木         |
| ------ | ---------------------- | ---------------------- | ---------------------- | ---------------------- | ---------------------- | ---------------------- | -------- | -------- | -------- | -------- | -------------- |
| 釧路   | 05月19日               | 05月22日               | 約03日                 | 05月16日               | 05月19日               | 約03日                 | 05月01日 | 05月04日 | 05月30日 | 06月04日 | エゾヤマザクラ |
| 札幌   | 05月05日               | 05月09日               | 約04日                 | 05月01日               | 05月06日               | 約05日                 | 04月15日 | 04月21日 | 05月14日 | 05月21日 | ソメイヨシノ   |
| 青森   | 04月27日               | 05月03日               | 約06日                 | 04月22日               | 04月26日               | 約04日                 | 04月07日 | 04月11日 | 05月11日 | 05月18日 | ソメイヨシノ   |
| 仙台   | 04月14日               | 04月19日               | 約05日                 | 04月08日               | 04月13日               | 約05日                 | 03月26日 | 03月31日 | 04月28日 | 05月03日 | ソメイヨシノ   |
| 新潟   | 04月13日               | 04月17日               | 約04日                 | 04月08日               | 04月13日               | 約05日                 | 03月27日 | 03月31日 | 04月26日 | 04月29日 | ソメイヨシノ   |
| 金沢   | 04月07日               | 04月11日               | 約04日                 | 04月03日               | 04月08日               | 約05日                 | 03月23日 | 03月29日 | 04月17日 | 04月20日 | ソメイヨシノ   |
| 東京   | 03月29日               | 04月07日               | 約09日                 | 03月24日               | 03月31日               | 約07日                 | 03月14日 | 03月21日 | 04月11日 | 04月17日 | ソメイヨシノ   |
| 名古屋 | 03月30日               | 04月06日               | 約07日                 | 03月24日               | 04月02日               | 約09日                 | 03月17日 | 03月27日 | 04月11日 | 04月16日 | ソメイヨシノ   |
| 大阪   | 04月01日               | 04月07日               | 約06日                 | 03月27日               | 04月04日               | 約08日                 | 03月19日 | 03月26日 | 04月10日 | 04月16日 | ソメイヨシノ   |
| 広島   | 03月31日               | 04月07日               | 約07日                 | 03月25日               | 04月03日               | 約09日                 | 03月11日 | 03月25日 | 04月08日 | 04月17日 | ソメイヨシノ   |
| 高知   | 03月24日               | 04月01日               | 約08日                 | 03月22日               | 03月30日               | 約08日                 | 03月10日 | 03月19日 | 04月02日 | 04月09日 | ソメイヨシノ   |
| 福岡   | 03月28日               | 04月04日               | 約07日                 | 03月22日               | 03月30日               | 約08日                 | 03月12日 | 03月22日 | 04月06日 | 04月10日 | ソメイヨシノ   |
| 鹿児島 | 03月27日               | 04月03日               | 約07日                 | 03月26日               | 04月05日               | 約10日                 | 03月15日 | 03月26日 | 04月05日 | 04月19日 | ソメイヨシノ   |
| 那覇   | 01月16日               | 02月02日               | 約17日                 | 01月16日               | 02月04日               | 約19日                 | 12月28日 | 01月23日 | 02月08日 | 02月19日 | カンヒザクラ   |

## その他
- ウェザーニューズでは、気象庁とは別に独自の調査で「さくら開花予想マップ」を作成している。桜の名所に対応した細かい予想を行っている。
- 財団法人日本気象協会も独自の調査で都市部を中心の開花予想を作成している。観測地点は気象庁よりも多い（2008年（平成20年）現在）。

## 台湾でも
極東アジアでは梅前線と桜前線は、それぞれ11月と1月に台湾で始まり、その後日本列島を北上する。2022年1月、台湾政府交通部は台湾中部の日月潭九族文化村と阿里山国家森林遊楽区の桜開花予想時期を発表している。